# Zoocosmius bicolor
Zoocosmius bicolor là một loài bọ cánh cứng trong họ Cerambycidae.